# Saunders Point
Saunders Point är en udde i Antarktis. Den ligger på Sydorkneyöarna. Argentina och Storbritannien gör anspråk på området.
Terrängen inåt land är varierad. Havet är nära Saunders Point åt sydväst. Trakten är obefolkad. Det finns inga samhällen i närheten. 